# Дибарбора, Франтишек
Франтишек Дибарбора (словац. František Dibarbora; 19 ноября 1916 года, Братислава, Австро-Венгрия — † 4 сентября 1987 года, Братислава, Чехословакия) — словацкий актёр.
Его дед Джакомо Ди Барбора был итальянским предпринимателем родом из городе Удине, он владел фабрикой по производству текстильных красок недалеко от Вены. После пожара на фабрике он переехал в Братиславу. У него было восемь детей, отец Франтишека — Филип Дибарбора — был железнодорожником. По инициативе отца Франтишек параллельно учёбе в гимназии учился в Братиславской музыкально-драматической академии (окончил в 1938 году) у Янко Бородача. После окончания академии Франтишек стал практикантом в драматической труппе Словацкого национального театра. За исключением 1940-1942 годов, когда он был актёром Оперного отделения Словацкого национального театра, и 1946-1952 годов, когда он играл на Новой сцене, Франтишек Дибарбора состоял в труппе Драматического отделения Словацкого национального театра. Он не переставал играть в спектаклях даже после ухода на пенсию в 1982 году. В театре им было создано более 180 образов, и не только комедийных. К наиболее известным постановкам, в которых он участвовал, относятся «Братья Карамазовы», «Ревизор», «Йожко Пучик и его карьера», «Инкогнито», «Виндзорские жеманницы», «Пока петух не запоёт». Он был популярным эстрадным артистом, создал много образов на телевидении и на радио. Он также работал педагогом в Братиславской высшей школе исполнительного искусства. В 1986 году он получил звание заслуженного артиста Чехословакии.
В молодости Франтишек Дибарбора играл в футбол (за «Слован») и хоккей на позиции вратаря, сыграл три игры за сборную Словакии.
Умер от последствий автомобильной аварии, которая усугубила уже существовавшие у него проблемы с сердцем.
К столетию со дня рождения Дибарборы была выпущена почтовая марка.

## Фильмография
| Год  |   | Русское название               | Оригинальное название        | Роль               |
| ---- | - | ------------------------------ | ---------------------------- | ------------------ |
| 1938 | ф | Непобедимая армада             | Neporazená armáda            | Милан Юрчик        |
| 1947 | ф | Похищенная граница             | Znamení kotvy                |                    |
| 1947 | ф | Осторожно...!                  | Varúj...!                    | шахтёр-эмигрант    |
| 1948 | ф | Белая тьма                     | Bílá tma                     |                    |
| 1948 | ф | Волчьи норы                    | Vlčie diery                  | Герман Тиле        |
| 1950 | ф | Катка                          | Katka                        | Додо Купчик        |
| 1952 | ф |                                | Lazy sa pohly                | Кмошко             |
| 1952 | ф | Молодые сердца                 | Mladé srdcia                 | агент              |
| 1953 | ф | Ангел в отпуске                | Dovolená s Andělem           | Штефан Палко       |
| 1954 | ф | Пятница, 13-е                  | V piatok, trinásteho...      | Франтишек Ребро    |
| 1955 | ф | Кадриль                        | Štvorylka                    | доктор Бранецкий   |
| 1956 | ф | Последняя ведьма               | Posledná bosorka             | ректор Мельхиор    |
| 1956 | ф | Проверка любви                 | Previerka lásky              | мастер             |
| 1957 | ф | Честь дворянина                | Zemianska česť               | Даниэль            |
| 1958 | ф | Удача приходит по воскресеньям | Šťastie príde v nedeľu       | конферансье        |
| 1959 | ф | Человек, который не вернулся   | Muž, ktorý sa nevrátil       | Пьячек             |
| 1959 | ф | Господин и астроном            | Pán a hvezdár                | художник Мазандо   |
| 1961 | ф | Ранняя весна                   | Predjarie                    | начальник тюрьмы   |
| 1961 | ф | Болельщики в офсайде           | Skalní v ofsajde             | Секач              |
| 1961 | ф | Трус                           | Zbabělec                     | Варга              |
| 1962 | ф | Путешествие по Дунаю           | Výlet po Dunaji              | Домаста            |
| 1963 | ф | Яношик                         | Jánošík I., II.              | судья Очкаи        |
| 1963 | ф | Иванов                         | Ivanov                       | Косых              |
| 1964 | ф | Закон Архимеда                 | Archimedov zákon             | Славик             |
| 1965 | ф | Разоблачение Елизаветы Батори  | Odhalenie Alžbety Báthoryčky | Гибала             |
| 1965 | ф | Смерть приходит во время дождя | Smrť prichádza v daždi       | доктор Костолничек |
| 1966 | ф | Мастер-палач                   | Majster kat                  | Тули-бей           |
| 1967 | ф | Контракт с дьяволом            | Zmluva s diablom             | Ицка Борош         |
| 1968 | ф | Другого пути нет               | Niet inej cesty              | Остролуцкий        |
| 1968 | ф | Крайне грустная принцесса      | Šíleně smutná princezna      | палач              |
| 1968 | ф | Три свидетеля                  | Traja svedkovia              | Исак               |
| 1970 | ф | Господин ничего не хочет       | Pán si neželal nič           | гость из номера 23 |
| 1971 | ф | Господа забавляются            | Páni sa zabávajú             |                    |
| 1974 | ф | Трофей неизвестного стрелка    | Trofej neznámeho strelca     | немецкий генерал   |
| 1975 | ф | Шепчущий фантом                | Šepkajúci fantóm             | парикмахер         |
| 1976 | ф | Внимание, идёт Жозефина!       | Pozor, ide Jozefína!         | Томаш Адам         |
| 1979 | ф | Смерть, сшитая на заказ        | Smrť šitá na mieru           | доктор Кухарж      |
| 1986 | с | Сафари                         | Safari                       | профессор          |
| 1987 | ф | Война волов                    | Der Ochsenkrieg/Vojna volov  | пробст Конрад      |
| 1987 | ф | Веснушчатый Макс и привидения  | Pehavý Max a strasidlá       |                    |